# Nebrioporus seriatus
Nebrioporus seriatus är en skalbaggsart som först beskrevs av Sharp 1882.  Nebrioporus seriatus ingår i släktet Nebrioporus och familjen dykare. Inga underarter finns listade i Catalogue of Life.